# Bioanalysis
Bioanalysis (nach ISO 4 ebenfalls Bioanalysis) ist eine wissenschaftliche Fachzeitschrift, die vom Future-Science-Verlag veröffentlicht wird. Die erste Ausgabe erschien im Jahr 2009. Derzeit erscheint die Zeitschrift 24 mal im Jahr. Es werden Artikel veröffentlicht, die sich mit der Analytik von Arzneistoffen und Metaboliten beschäftigen.
Der Impact Factor lag im Jahr 2019 bei 2,371. Nach der Statistik des ISI Web of Knowledge wurde das Journal 2014 in der Kategorie analytische Chemie an 15. Stelle von 74 Zeitschriften und in der Kategorie Biochemische Forschungsmethoden an 25. Stelle von 79 Zeitschriften geführt.